# Guld Tuborg
Guld Tuborg (omtalt Den Gyldne Dame) er en lagerøl pilsner brygget af Carlsberg. 
Øllen blev først brygget som en eksportvare af Tuborg og blev introduceret på det danske marked den 18. marts 1895.
Navnet Den Gyldne Dame kommer fra 1950'erne, hvor først fotomodel/mannequin Ellinor Vedel og siden skuespillerinde og model Anette Strøyberg prydede bryggeriets reklamer for øllen.